# Appana anthophyes
Appana anthophyes là một loài bướm đêm trong họ Noctuidae.